# Syngonanthus amapensis
Syngonanthus amapensis är en gräsväxtart som beskrevs av Harold Norman Moldenke. Syngonanthus amapensis ingår i släktet Syngonanthus och familjen Eriocaulaceae. Inga underarter finns listade i Catalogue of Life.